# Bitva o Francii
Bitva o Francii (Fall Gelb, 10. května – 25. června 1940) byla mohutná vojenská operace druhé světové války. V této bitvě bojovali na jedné straně vojáci Třetí říše a Itálie proti spojencům. Bitva skončila vítězstvím Osy; především kvůli překvapivému útoku německých vojsk na neutrální země Beneluxu. Byla prokázána síla nových zbraní, jako byly tanky, letadla a výsadkáři. Samotné tažení trvalo 32 dní. Hitler ovšem před Dunkerkem zastavil své tankové klíny, a tak umožnil evakuaci Britského expedičního sboru a Svobodných Francouzů z přístavu Dunkerk. Ta umožnila Spojencům zachovat alespoň obranyschopnost Velké Británie, zatímco odpor Francie se po rozsáhlých ztrátách během tří týdnů zhroutil.
Němci napadli Belgii, Lucembursko a Nizozemsko 10. května, Itálie vstoupila do války 10. června 1940 a německé síly spojence porazily 25. června. Francie a země Beneluxu byly podmaněny, čímž pozemní operace na západní frontě skončily až do vylodění v Normandii 6. června 1944.
Během Mansteinova plánu (Fall Gelb) německé obrněné jednotky překvapivě prošly přes Ardeny a poté údolím řeky Sommy, odřízly a obklíčily spojenecké jednotky, které postupovaly do Belgie, kde očekávaly německou invazi. Britské, belgické a francouzské síly byly německými armádami zatlačeny zpět k moři a Britové evakuovali své expediční síly (BEF), francouzské a belgické jednotky z Dunkerku během operace Dynamo.
Německé síly 5. června zahájily operaci Fall Rot. Šedesát zbývajících francouzských a dvě britské divize ve Francii zaujaly postavení na řekách Somma a Aisne, ale byly poraženy kombinací německé vzdušné převahy a mobilních obrněných sil. Německé tanky obešly Maginotovu linii a postupovaly hluboko do francouzského území, přičemž 14. června okupovaly bez odporu Paříž. Po útěku francouzské vlády a pádu francouzské armády se němečtí velitelé 18. června setkali s francouzskými úředníky, aby vyjednali zastavení nepřátelských akcí.
Dne 22. června podepsaly Francie a Německo příměří v Compiègne. Neutrální Vichistická vláda vedená maršálem Philippem Pétainem nahradila Třetí republiku a Německo okupovalo severní Francii, atlantické pobřeží Francie a vnitrozemí. Italská invaze do Francie přes Alpy přinesla jen malé územní zisky a po uzavření příměří Itálie obsadila malou okupační zónu na jihovýchodě Francie. Vichistická vláda si ponechala neobsazené území na jihu (zóna libre). V listopadu 1942 Němci a Italové tuto zónu obsadili v rámci operace Fall Anton. Osvobozena byla spojenci v roce 1944.

## Plán útoku

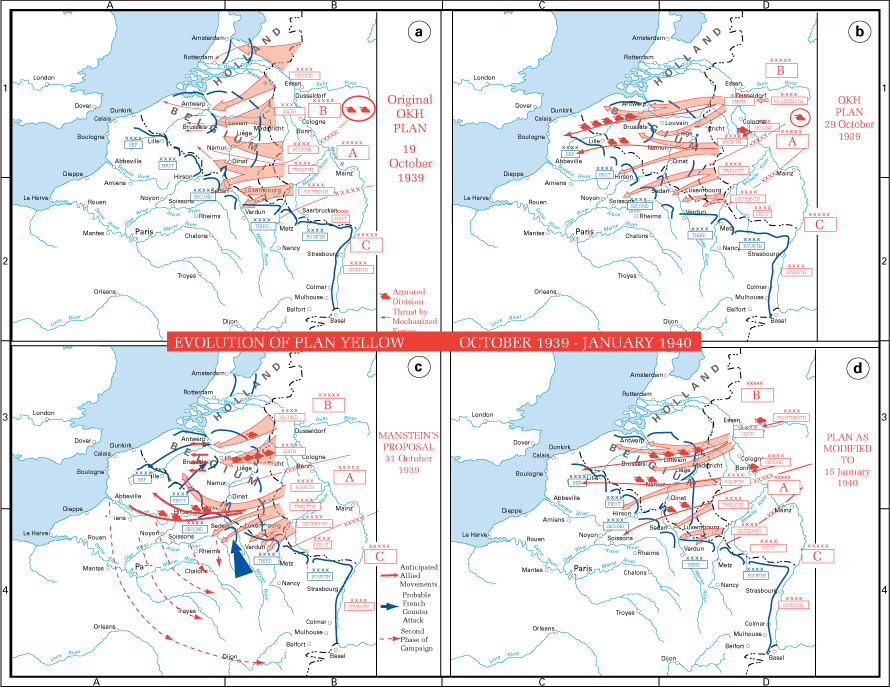
Vývoj německého plánu po směru hodinových ručiček

Vítězství Třetí říši zajistil jednak blitzkrieg – nová bojová doktrína, na niž nebyli spojenci připraveni, a jednak geopolitická bezohlednost, která nebrala ohledy na neutralitu států Beneluxu. Nutno říci, že šlo až o druhý plán, zcela odlišný od prvního. Spojenci navíc reagovali na porušení neutrality chybně a při snaze zabránit Němcům v obsazení Belgie se především Britský expediční sbor ocitl v pasti.
Původní verze německého plánu byla poměrně primitivní a představovala pouze jakousi variantu Schlieffenova plánu. Aby úder obešel silně opevněnou Maginotovu linii, měl být veden přes neutrální stát(y): Belgii (případně ještě i Nizozemsko a Lucembursko v některých jeho mírně modifikovaných verzích). Tento plán však padl do rukou Belgičanů, když německý letoun s několika důstojníky, kteří s sebou vezli materiály s jeho podrobným popisem, omylem přistál v Belgii. Německá strana samozřejmě poté cítila nutnost prozrazený plán přepracovat. Snad to ani nebylo nutné, protože spousta spojeneckých velitelů jej považovala za podvrh, každopádně ale generál Erich von Manstein přišel s lepším plánem, který dokonce dokázal prozrazení původního plánu využít.
Podle Mansteina měl být útok veden přes všechny tři neutrální země a hlavní roli měla sehrát dvě hlavní úderná seskupení. První mělo napadnout vlastní jádra Belgie a Nizozemska a potvrdit tak Spojencům, že prozrazený plán je v podstatě platný a dodržovaný. Předpokládalo se, že Francie a Velká Británie ve snaze pomoci vysunou své nejlepší jednotky z jejich silných obranných postavení do exponovaných pozic hluboko na území Belgie a Nizozemska a tím umožní splnit úkol druhé invazní skupině, která měla poté rychle projít Ardenami (které spojenecké velení považovalo za těžko prostupné pro moderní obrněnou techniku), a prudkým výpadem na severozápad k průlivu La Manche odříznout elitu spojeneckých sil. Po jejím zničení už měla být likvidace Francie relativně snadnou záležitostí.
Mnoho německých generálů Mansteinův plán odmítalo jako velice riskantní, podpořili jej však Gerd von Rundstedt a především samotný Hitler, což bylo rozhodující. Definitivní plán umožňoval oproti první variantě německé straně vyhnout se čelnímu střetu armád a silně tak zredukovat vlastní ztráty, byť i jeho původní podoba by patrně vedla k německému vítězství. Spojenci sice měli mírnou převahu v lidech a poměrně podstatnou v množství a kvalitě tanků, nicméně měli podstatně slabší letectvo, nejednotné velení a proti bleskové válce neúčinné bojové metody. Na spojence též udělali obrovský dojem parašutisté, kteří se z nebe snášeli za linie nepřítele a dokázali obsazovat klíčové mosty a silnice, jakož i dobývat silné pevnosti.

## Útok

### Dobytí Nizozemska

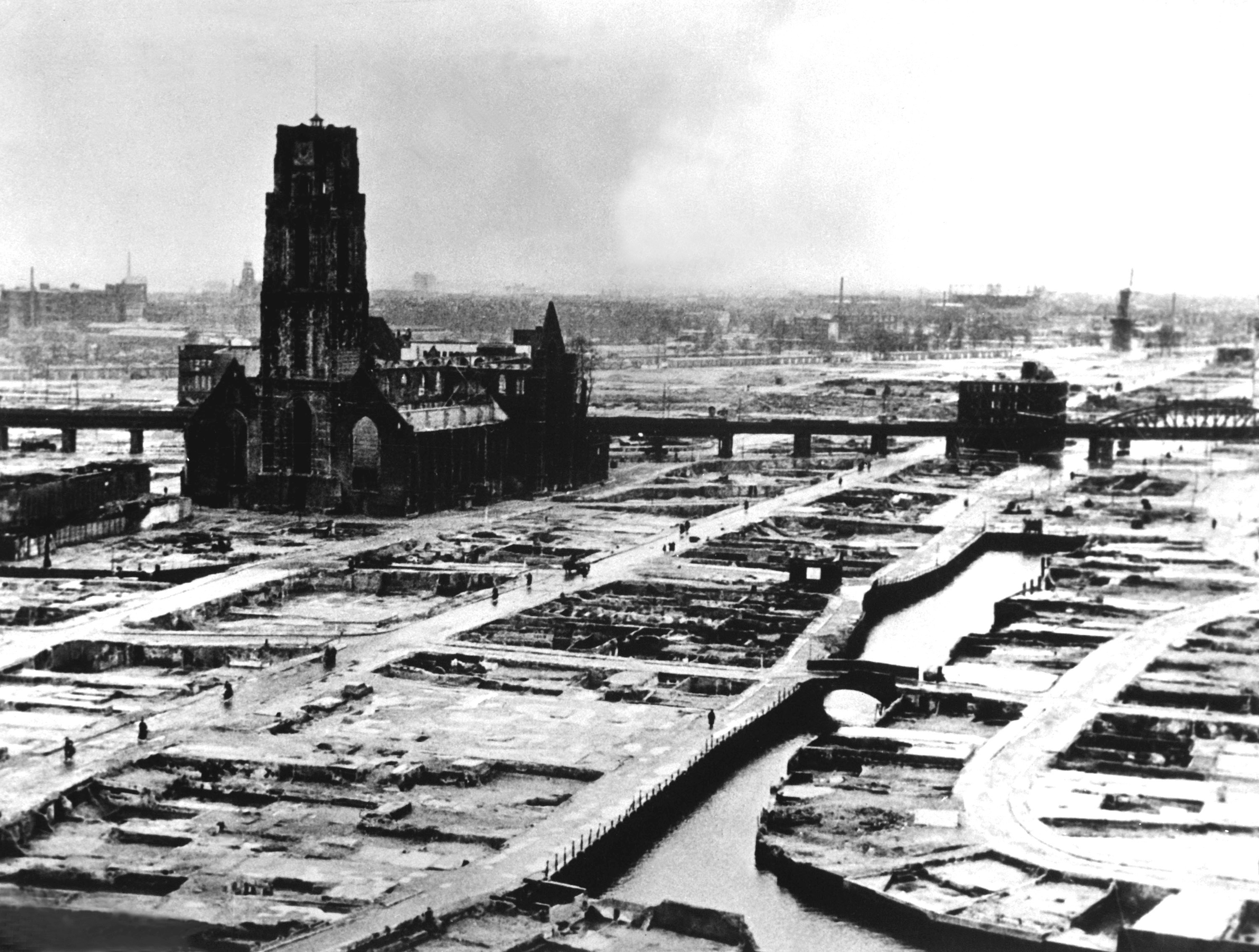
Rozbombardovaný Rotterdam

Samotní Němci vyčlenili k dobytí Nizozemska pouze jednu pancéřovou divizi. Nizozemsko padlo tak rychle zejména kvůli výsadku parašutistů, kteří dokázali dobýt důležité mosty a pomohli velkou měrou dobýt pevnost Holandsko. I když to bylo přímo bleskové tažení, Nizozemci se drželi velice dobře. Německý plán závisel na obsazení mostů na jih od Rotterdamu přes řeku Nová Máza a dále na jihovýchod přes Mázu u Dordrechtu a Moerdijku výsadkovými jednotkami. Po těchto mostech pak měla projít německá armáda a dobýt Rotterdam. Němci měli ze začátku v plánu obsadit město Haag parašutisty a ihned zajmout královnu a vládu. Nizozemci byli překvapeni německým útokem, ale jakmile se vzpamatovali, zatlačili Němce zpět a do večera 10. května byli Němci z Haagu vytlačeni. I když to bylo jednoznačné vítězství Nizozemců, zaměstnali parašutisté nizozemské zálohy, které byly zapotřebí jinde. Už 10. května obsadili němečtí výsadkáři mosty k Rotterdamu, dříve, než se je podařilo zničit. Rozpoutal se divoký boj mezi německými a nizozemskými vojáky. Mezitím postupovala německá armáda k mostům v Moerdijku, ale proti nim postupovala francouzská armáda generála Girauda. Obě armády se střetly před zmíněnými mosty. Němci měli podporu ze vzduchu a měli i větší počet tanků. Naopak Francouzi postrádali podporu letadel, a neměli ani žádné protitankové zbraně. Francouzská armáda byla rychle zatlačena a Němcům se podařilo přejít mosty (které předtím obsadili výsadkáři) v Moerdijku a Dordrechtu. 12. května dorazila německá armáda k rotterdamským mostům, kde se po zuřivých bojích nakonec podařilo německým výsadkářům udržet již dříve zmíněné mosty. I tak nebyly německé tanky schopny přejet přes mosty do města Rotterdam, protože Nizozemci uzavřeli severní konce mostů. 14. května se německý útok zastavil.
Nizozemsko bylo sice v zoufalé situaci, ale mělo stále naději. Pevnost Holandsko se stále držela a Rotterdam ani další velká nizozemská města nebyla dobyta. Německý generální štáb hledal způsob jak okamžitě donutit Nizozemsko ke kapitulaci. Nakonec bylo nařízeno bombardovat Rotterdam německými letouny. V téže chvíli byly vyjednávány podmínky kapitulace města s německými a nizozemskými důstojníky u Rotterdamu. Když se Nizozemci vraceli do města s německými podmínkami kapitulace, objevily se německé bombardéry a srovnaly centrum města se zemí. Bylo zabito více než 800 civilistů a 78 000 lidí přišlo o střechu nad hlavou. Tento válečný zločin si budou Nizozemci dlouho pamatovat. Město se ze strachu z dalších německých náletů vzdalo. Poté se vzdala i nizozemská armáda a královna Vilemína společně s vládou uprchla do Londýna. 15. května byla podepsána oficiální kapitulace. Na pět let se z Nizozemska stala podrobená země Německa, spravovaná jako tzv. Říšský komisariát Nizozemsko.

### Pád Belgie a spojenecké armády v pasti

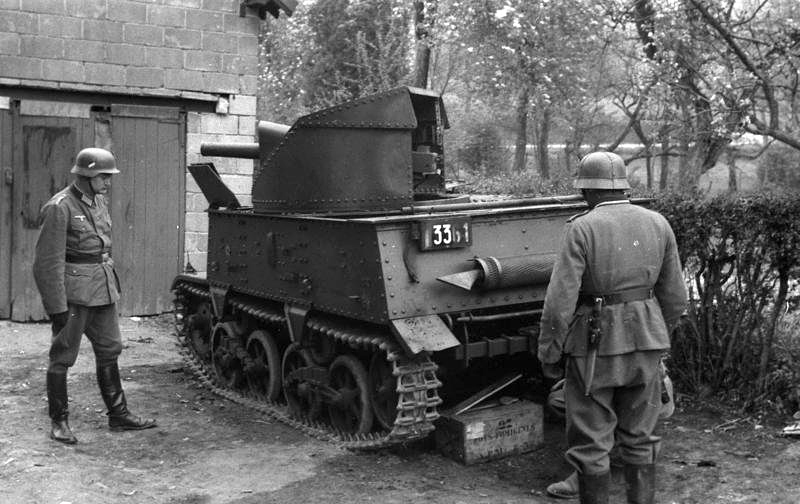
Opuštěný belgický stíhač tanků T-13 zkoumaný německými vojáky

Německý postup k 16. květnu

Německý postup k 21. květnu 1940

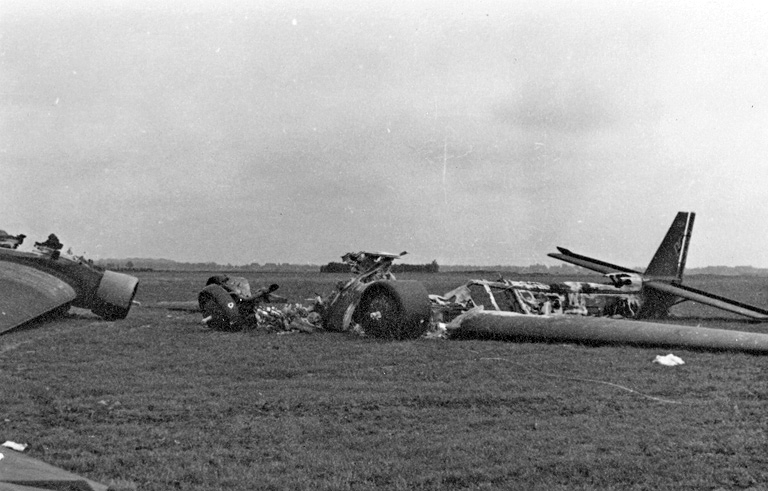
Německé letadlo Junkers Ju 52 zničené během bojů

14. květen bylo přelomové datum. I když se jednalo teprve o čtvrtý den bitvy, v této době bylo již mnoho věcí předem rozhodnuto. 13. května obsadily německé tanky čtyři předmostí na zalesněných březích Másy od Dinantu k Sedanu. Německé armády začaly ohrožovat celistvou linii spojenců, na kterou rychle dorazil výkvět britských a francouzských armád. 14. května Němci zaútočili. Německá koncentrace tanků a letadel byla nevídaná a Francouzi si s nimi prostě nevěděli rady a neměli ani zbraně, kterými by tankům čelili. Sedmá a druhá francouzská armáda byla zničena a Němci se velice rychle přesouvali k Lamanšskému průlivu. Němci postupovali tak rychle hlavně díky sborům ženistů, kteří co nejrychleji stavěli pontonové mosty přes řeky a kanály. Na obou stranách města Dinant na Máse prolomil francouzskou linii XV. pancéřový sbor generála Hermanna Hotha (jedné z těchto divizí velel neznámý generálmajor Erwin Rommel). Souběžně s postupem generála Hotha táhl o něco jižněji (město Montherm) XLI. pancéřový sbor generála Georga-Hanse Reinhardta. I když byly tyto útoky těžkými ranami pro francouzské armády, největší porážky se dostalo Francouzům u Sedanu. Zde se 14. května ráno nečekaně přepravily přes řeku dvě pancéřové divize XIX. pancéřového sboru generála Heinze Guderiana, načež udeřily na spojenecké síly na západě. Zde se svedla bitva o mosty u Sedanu. Francouzské tanky a britské bombardéry se snažily tyto mosty zničit, ale byly s těžkými ztrátami zahnány zpět a mosty se jim zničit nepodařilo. Německé předmostí u Sedanu bylo 50 kilometrů široké a 25 kilometrů hluboké.
Spojenecké armády (britské, francouzské a belgické) se octly ve velkém nebezpečí, že budou obklíčeny na severu. Spojenci se domnívali, že prvních pár dnů se pro ně vyvíjelo docela dobře. Přece vytvořili silnou obrannou linii napříč Belgií, na které jejich vojáci Němce početně převyšovali. Měli k dispozici 36 divizí proti 20 divizím německým. Avšak Belgičané, kteří bojovali na severovýchodní hranici své země, se nedokázali udržet dostatečně dlouho. Stejně jako ostatní spojenecké armády si nevěděli rady s novými postupy wehrmachtu. Němcům se v Belgii podařilo, stejně jako v Nizozemsku, obsadit životně důležité mosty s pomocí výsadkářů. Ti zde přistáli pomocí kluzáků a dokázali dobýt dva ze tří mostů přes Albrechtův kanál. Obrovského úspěchu se dostalo Němcům při dobývání pevnosti Eben Emael. Tato pevnost kontrolovala oblast soutoku Másy a Albertova kanálu. Byla považována za nedobytnou a to jak Němci, tak spojenci. Pevnost byla chráněná ocelobetonovou konstrukcí a střelecké věže byly chráněny silným pancířem (samotnou pevnost obsluhovalo 1 200 mužů). Očekávalo se, že tato pevnost padne až za velice dlouhou dobu (padne-li vůbec), protože neexistoval způsob, jak ji rychle dobýt - vlastně až na jeden. 10. května přistálo přibližně 80 německých vojáků na střeše pevnosti pomocí kluzáků. Ihned umístili nálože na střelecké věže. Tyto nálože zničily věže a rozšířily oheň do spodních chodeb pevnosti. Němcům se díky plamenometům a dalším těžkým zbraním dařilo držet Belgičany v šachu. Když Belgičané zjistili, že pevnost obklíčily tanky, vztyčili bílou vlajku. Osmdesáti německým vojákům se podařilo dobýt nedobytnou pevnost Eben Emael, kterou bránilo 1 200 belgických vojáků. Popsaná situace a další postup německých vojáků přesvědčily spojence, že útok je veden skrz spojenecké levé křídlo (stejně jako roku 1914).
To však Němci přesně chtěli. Na severu (viz výše) se německé tanky hnaly k břehům Lamanšského průlivu. V německém generálním štábu vyvstala otázka, zda neprovedou Francouzi útok z jihu, aby zabránili obklíčení svých a spojeneckých armád. Bohužel pro spojence neexistovala žádná strategická záloha, která by tento útok uskutečnila. Jednoduše proto, protože francouzské armády byly buď zničeny, a nebo byly právě na severu, kde je zaměstnával německý klamný útok, a vůbec si nevšímaly toho, že budou brzy obklíčeny. Němci kvapně postupovali a 20. května německá 2. pancéřová divize dosáhla přístavu Abbeville, který leží na břehu Lamanšského průlivu. Belgičané, Britský expediční sbor (BEF) a tři francouzské armády byli obklíčeni. Spojenci však stále měli naději - pokud by se odtrhli od německé 6. armády, která je zaměstnávala v Belgii, mohli se pokusit o průlom na jihozápadě. Německé pancéřové divize byly vyčerpané a útok měl naději na úspěch. Ve francouzském generálním štábu došlo ke změnám a zmatkům. Generál Gamelin byl odvolán a nahrazen generálem Weygandem. Než se vrchní francouzské velení vzpamatovalo, bylo již pozdě. Němci posílili své jednotky a co bylo horší, byla narušena spojenecká komunikace, která odsoudila každý koordinovaný spojenecký útok k neúspěchu. Mezitím Němci dobyli Bolougne, obklíčili Calais a dosáhli přístavu Gravelins. 24. května byli spojenci v zoufalé situaci a jedinou záchranu pro ně představoval přístav Dunkerque. Belgické vojáky to však nezachránilo. Během evakuace, 28. května, se dozvěděli, že jejich král kapituloval.

#### Kapitulace krále Leopolda III.

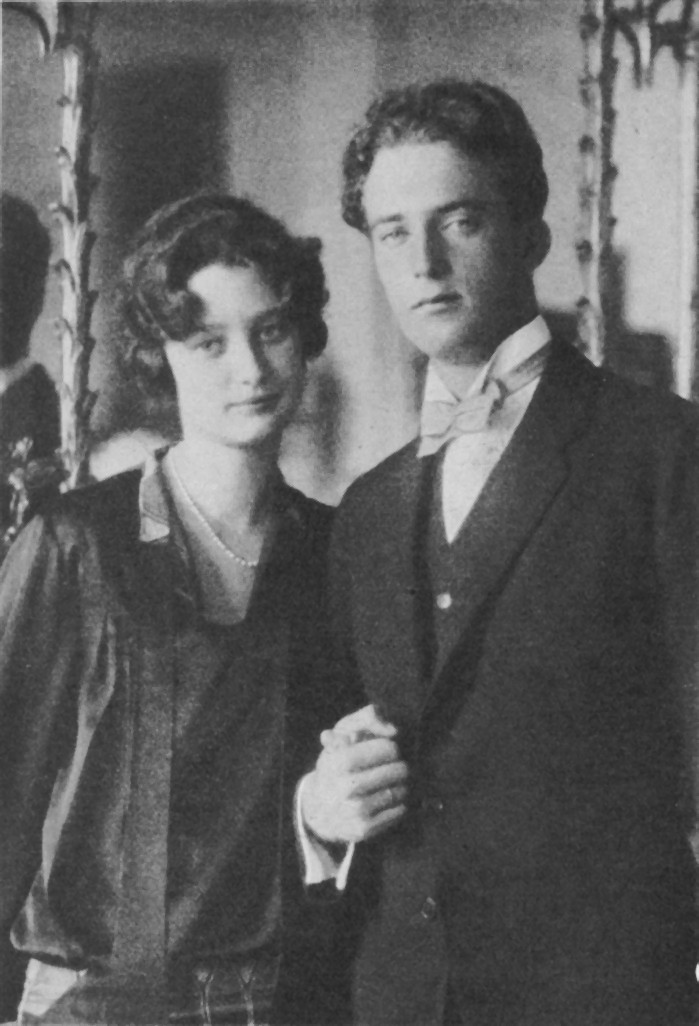
Leopold III. a jeho žena Astrid

Belgický král Leopold III. udělal jedno z nejkontroverznějších rozhodnutí celé historie. Mladý panovník, který před 2. světovou válkou obnovil neutralitu Belgie a nepřidal se na stranu spojenců ani když bylo zřejmé, že Německo na Belgii zaútočí, požádal o vojenskou pomoc spojence, když Hitler udeřil. Nakonec se ale v nejkritičtější hodině bitvy rozhodl kapitulovat. Král kapituloval dokonce proti jednomyslnému doporučení vlády, což je v Belgii protizákonné. 25. května se Leopold III. setkal se třemi členy vládního kabinetu. Všichni tři odrazovali panovníka od kapitulace a doporučovali mu, aby stejně jako nizozemská královna a norský král uprchl do Londýna, kde by mohl zastávat svou funkci z exilu. Panovník odpověděl na tato slova takto: „Rozhodl jsem se zůstat, věc spojenců je ztracena.“ 27. května v 17.00 vyslal k Němcům zástupce náčelníka belgického generálního štábu, aby požádal o příměří. Ve 22.00 přinesl generál nazpět německé podmínky. Hitler požadoval okamžité složení zbraní. Kapitulace byla přijata ve 23.00 a ve čtyři hodiny ráno následujícího dne byly boje ukončeny.
Spor v otázce Leopoldovy kapitulace se řeší ještě dnes. Leopoldovi zastánci se domnívají, že král učinil správnou a odvážnou věc, když se rozhodl sdílet osud se svým lidem. O tom, že belgičtí vojáci byli unavení a že se nacházeli v zoufalé situaci, není třeba diskutovat. I když bojovali více než statečně a zarputile, Němci stejně dokázali postupovat dál. Na druhou stranu Leopold jednal protizákonně. Belgické armády byly pod spojeneckým velením a Leopold měl přinejmenším prodiskutovat otázku kapitulace s ostatními generály. Belgičtí vojáci byli zoufalí, ale stále se drželi a v žádném případě se nehodlali vzdát. Spojence Leopoldova kapitulace překvapila, najednou měli třicetikilometrovou trhlinu ve svých liniích, kterou pronikaly německé tanky. Nakonec si Belgičané udělali o této události vlastní obrázek. Když se Leopold III. roku 1950 vrátil na belgický trůn, vyvolal jeho návrat takovou reakci mezi belgickým obyvatelstvem, že hrozilo vypuknutí občanské války. Nakonec Leopold III. abdikoval ve prospěch svého syna a stal se jednou z nejvíce diskutovaných osobností novodobé belgické historie.

### Evakuace z Dunkerque

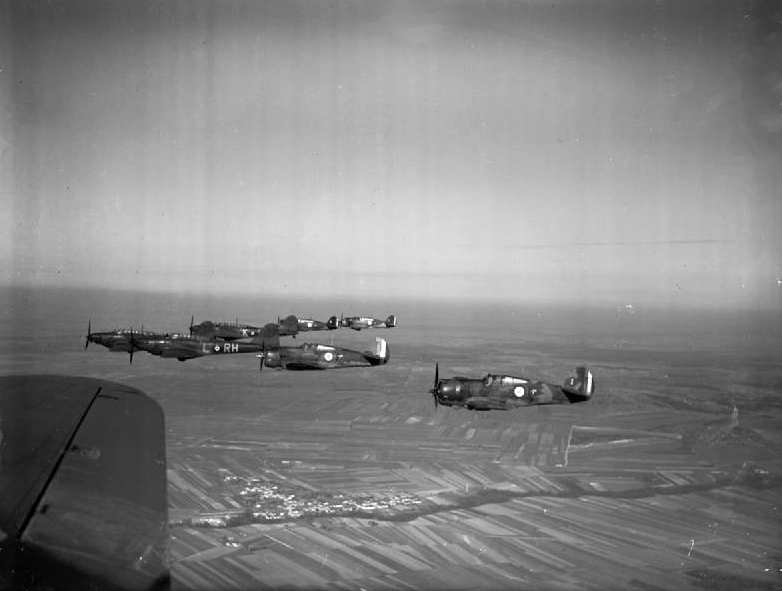
Formace lehkých bombardérů Fairey Battle od 88. squadrony RAF v doprovodu stíhacích Hawk H75 od 1e escadrille GC 1/2 Armée de l'Air v únoru 1940

Animace zachycující naloďování spojeneckých vojáků

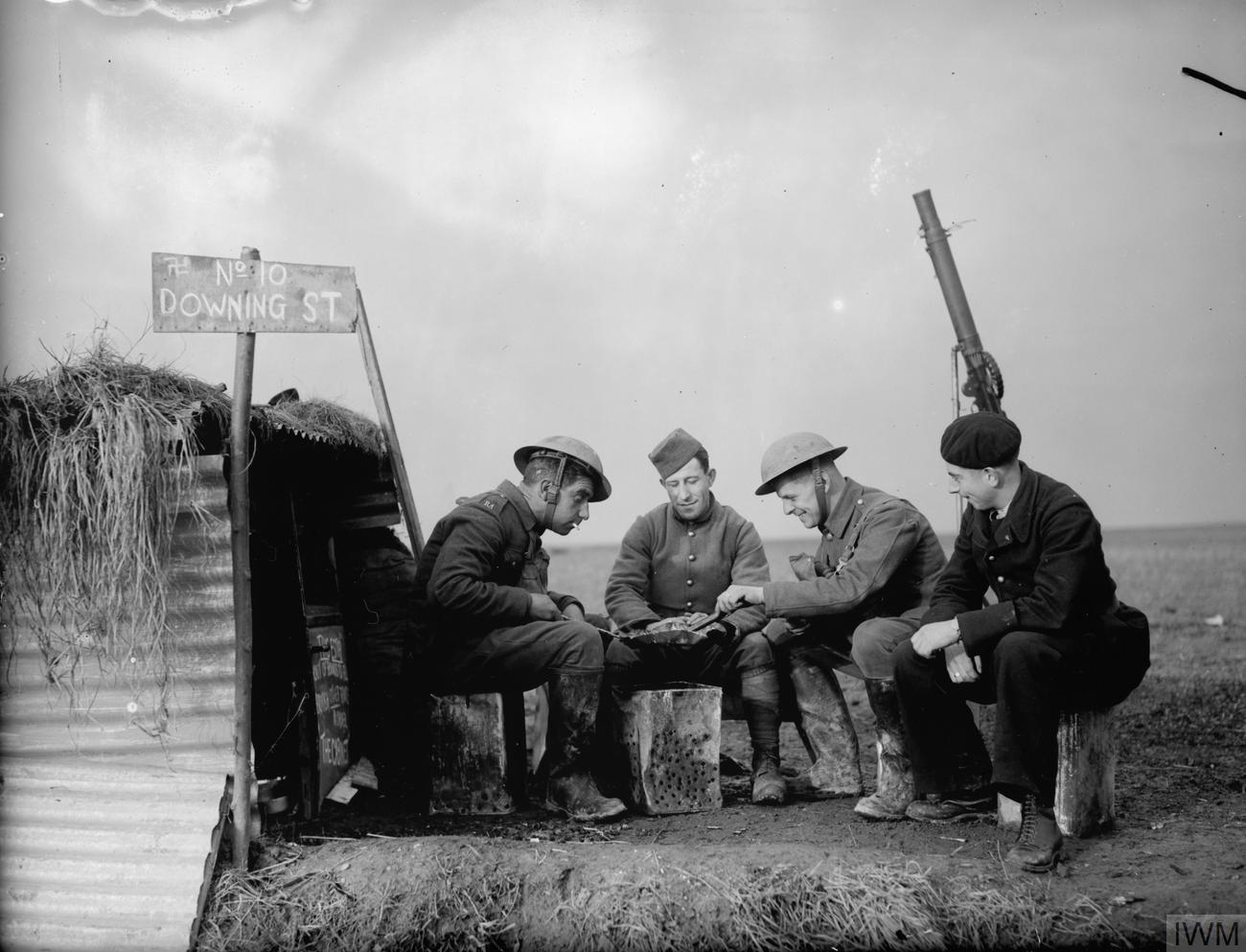
Francouzská protiletecká obrana

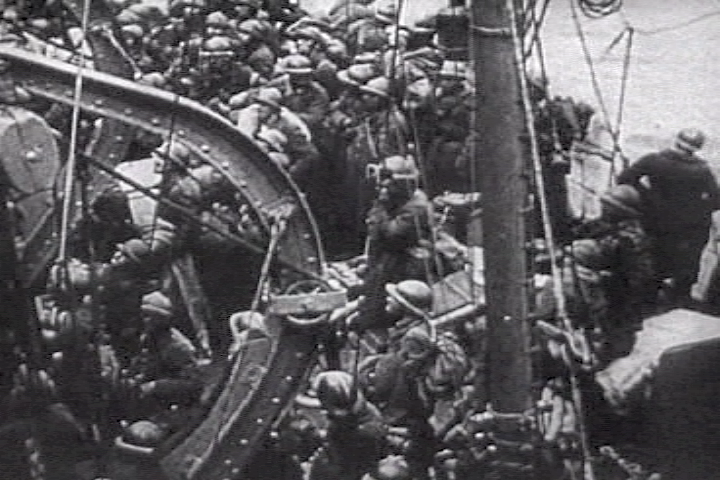
Naloďování francouzských vojáků

Již od 20. května, kdy si Guderianovy tanky vynutily vstup do města Abeville, započala britská admiralita připravovat plán, jak dostat obklíčené spojenecké armády do Anglie. 24. května dosáhly německé jednotky kanálu Aa ležícího pouze 30 kilometrů od Dunkerque. I když nebyl terén v této oblasti příliš vhodný pro tanky, není sporu o tom, že by se jim podařilo spojenecké vojáky rozdrtit. Avšak 24. května večer dorazil z vrchního velitelství Wehrmachtu rozkaz, že tanky se nehnou ani o píď. Tento rozkaz vydal samotný Hitler a většina německých generálů začala proti tomuto rozhodnutí ihned protestovat. Spojeneckému velitelství poskytl tento odklad životně důležitý čas na to, aby se shromáždilo dostatečné množství lodí a letadel. Neví se úplně přesně, proč došlo k tomuto rozkazu. Nejspíš to mělo na svědomí několik faktorů. Hitler si byl jist, že Francie brzy padne, a na doporučení některých generálů chtěl šetřit své cenné pancéřové divize. Hermann Göring, vrchní velitel Luftwaffe, se také přimlouval za tento plán. I když Luftwaffe a její propracovaná doktrína taktického bombardování a podpory pozemních sil představovala jeden z rozhodujících faktorů německého vítězství, nejvíce pozornosti bylo věnováno německým pozemním silám. Göring proto chtěl obklíčené britské síly u Dunkerque zničit pomocí letectva, čímž by získal velkou bitvu, kterou by dokázala Luftwaffe vyhrát sama. Za Hitlerovým rozkazem stály i politické důvody. Hitler si přál, aby se rozhodující bitva odehrála spíše na francouzské a ne na vlámské půdě. Jako poslední (a málo pravděpodobná) možnost se jeví to, že Hitler chtěl ušetřit Británii od hořké porážky. Chtěl si z Britů udělat spojence nikoliv nepřátele. Britové by ale na takový návrh nikdy nepřistoupili. Hitlera také ani ve snu nenapadlo, že by se Britům podařilo evakuovat tak obrovské množství mužů.
26. května, tři minuty před devatenáctou hodinou (těsně předtím, než Hitler zrušil rozkaz o neútočení), zahájila britská admiralita operaci Dynamo, jak byla tato záchranná akce nazývána. Němci se tentýž večer pustili do útoku na Dunkerque. Německé tanky postupovaly jen velmi pomalu. Generál Gort, vrchní velitel BEF, totiž stihl rozmístit tři divize pěchoty podporované těžkým dělostřelectvem. Evakuace se účastnilo více než 850 plavidel všech velikostí a tvarů. Během prvních čtyř dnů operace bylo zachráněno více než 126 000 vojáků. Samotné Brity to překvapilo, protože se předpokládala záchrana pouhých 45 000 mužů. Další den byl nejúspěšnější, bylo evakuováno přibližně 68 000 mužů. Němci ze začátku nepřikládali lodím u Dunkerque žádný význam, ale brzy pochopili, co se děje. Bylo nařízeno bombardování přístavu letadly Luftwaffe. Počasí však Němcům nepřálo a když se po několika dnech vyjasnilo, narazili němečtí letci na nečekaně silný odpor RAF. Luftwaffe sice potopila velké množství plavidel (243), ale nesplnila to, co Göring slíbil. Během těchto bojů byli evakuováni další a další vojáci. 2. června se dostal Dunkerque do palby německých děl a evakuace musela být zastavena. Ještě večer z 2. na 3. června bylo evakuováno dalších 60 000 mužů. Zbylých 40 000 se bránilo až do 4. června. Celkový počet zachráněných vojáků činí 338 226. Pro německé generály to byl šok a po válce se mnozí přiznali, že to byl první velký neúspěch Německa. Britové oslavovali úspěch evakuace. Samotný Winston Churchill byl také šťasten, ale jak sám podotkl: „Evakuacemi se války nevyhrávají.“

#### Italský útok na Francii

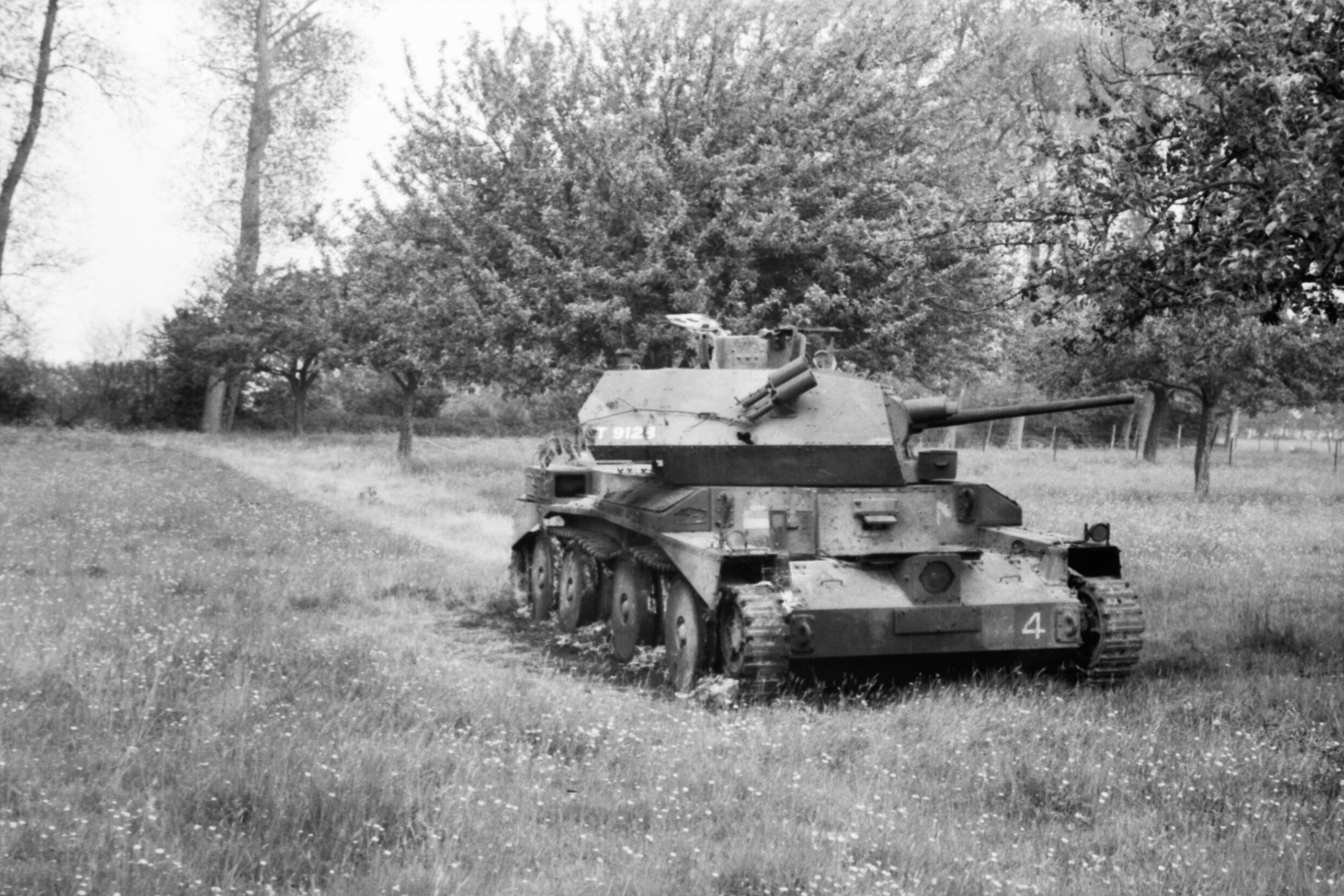
Vyřazený britský tank Cruiser

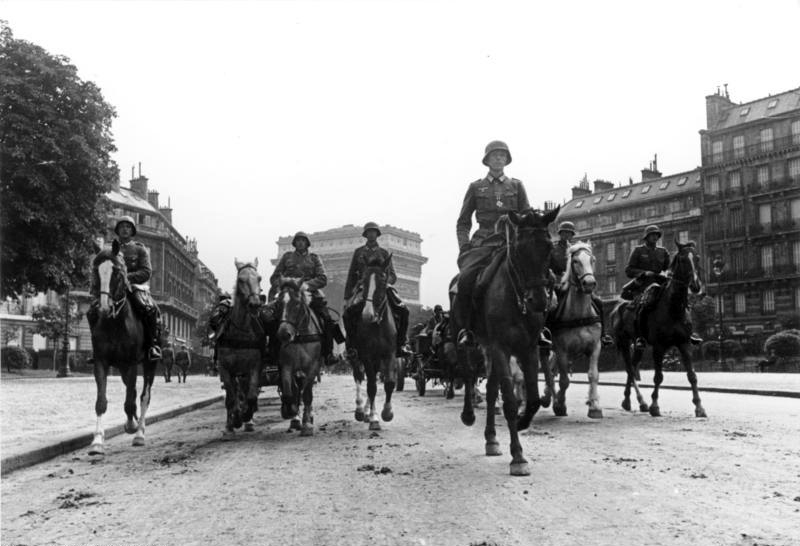
Německé jezdectvo na triumfální přehlídce v pařížských ulicích

Vítězný pochod jednotek wehrmachtu v Paříži, pod Vítězným obloukem

Vzhledem k tomu, že Itálie měla spojenecké závazky s Třetí říši, dalo by se čekat, že Itálie vstoupí do války společně s Německem. Mussolini nevstoupil do války s Francií hlavně kvůli tomu, že se obával porážky. Hitler si během bitvy o Francii našel čas a dopisoval si s Mussolinim. Informoval ho o německých triumfech a přesvědčoval ho, aby vstoupil do války. Německým generálům bylo vcelku jedno, jestli se Itálie zapojí do války. Mussolini nakonec svolil, že zaútočí na Francii 5. června. Nakonec toto datum změnil na 10. června. Italským armádám se však nevedlo vůbec dobře. I když byla Francie na pokraji porážky, stále bojovali její vojáci s odvahou a neumdlévajícím hrdinstvím. Hitler pozval Mussoliniho 18. června do Mnichova, aby s ním prodiskutoval podmínky kapitulace Francie. V té chvíli bojovaly italské a francouzské armády celý týden. Italové měli k dispozici 30 divizí oproti francouzským 6 divizím. I tak neměli Italové skoro žádné územní zisky. V té chvíli se ukázalo, jak je na tom italská vojenská síla. Mussolini se neustále vychloubal silou italských armád a teď předvedl celému světu, jaká to byla prázdná slova. Hitler měl v Mnichově možnost Mussoliniho znemožnit, z čehož měl italský diktátor strach. Führer ale byl v dobré náladě a nehodlal Mussoliniho nijakým způsobem dostat do rozpaků. Mussolini doufal, že se mu podaří získat některá francouzská města a území. Požadoval údolí řeky Rhony včetně města Toulon a Marseilles a odzbrojení Korsiky, Tuniska a Džibuti. Všechny tyto požadavky Hitler okamžitě smetl ze stolu. Nehodlal se dělit o slávu s někým, kdo se k němu připojil na poslední chvíli. Duce byl zklamán a pln hořkosti se vracel zpátky do Itálie. Italská intervence skončila neslavně a znamenala velké ponížení Itálie.

#### Pád Francie

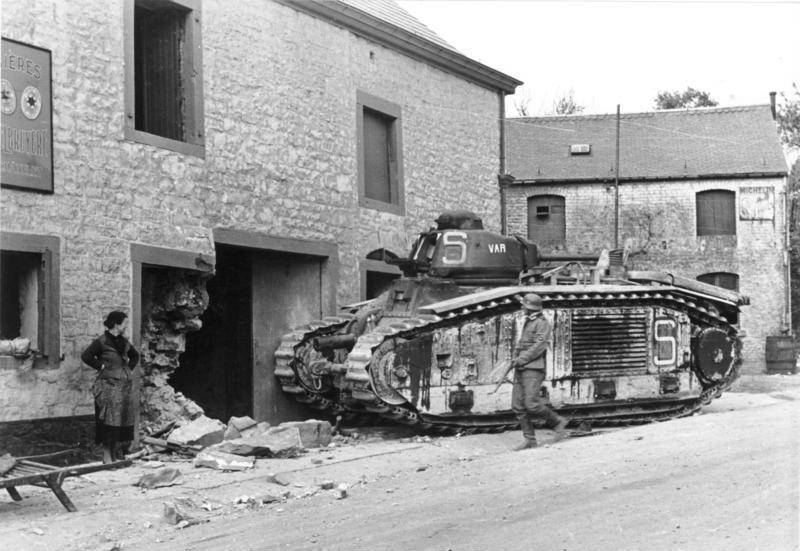
Zničený francouzský tank Renault B-1

5. června ráno, den po pádu Dunkerque, zahájili Němci rozsáhlou ofenzívu na Sommě. Netrvalo dlouho a německé jednotky útočily zdrcující silou podél celé 600kilometrové fronty, která se táhla napříč Francií od Abbeville až k hornímu Porýní. Francouzi byli předem odsouzeni k porážce. Proti 143 německým divizím, včetně deseti pancéřových, byli schopni nasadit pouze 65. Všechny tyto divize byly druhořadě vycvičeny i vybaveny. O nejlepší jednotky přišli Francouzi v Belgii a většina tanků byla nenávratně ztracena. Z francouzského letectva také moc nezbývalo a Britové nebyli schopni Francouze účinně podporovat, pokud by nechtěli ohrozit bezpečnost svého státu. Ke všemu bylo francouzské nejvyšší velení, nyní ovládané Pétainem a Weygandem, nasáklé poraženectvím. Přesto některé francouzské jednotky neustále vystavované bombardování Luftwaffe bojovaly statečně a urputně. V některých úsecích se jim dařilo zastavovat německý postup. Byl to však nerovný boj. Němců bylo příliš mnoho a měli velké množství tanků, proti kterým nemohli Francouzi účinně bojovat. Němci neustále postupovali až se 14. června dostali do Paříže. Na Eiffelově věži byl ihned vztyčen prapor s hákovým křížem. 16. června abdikovala francouzská vláda a byla nahrazena Pétainem a jeho vládním kabinetem.

#### Čechoslováci v bitvě o Francii

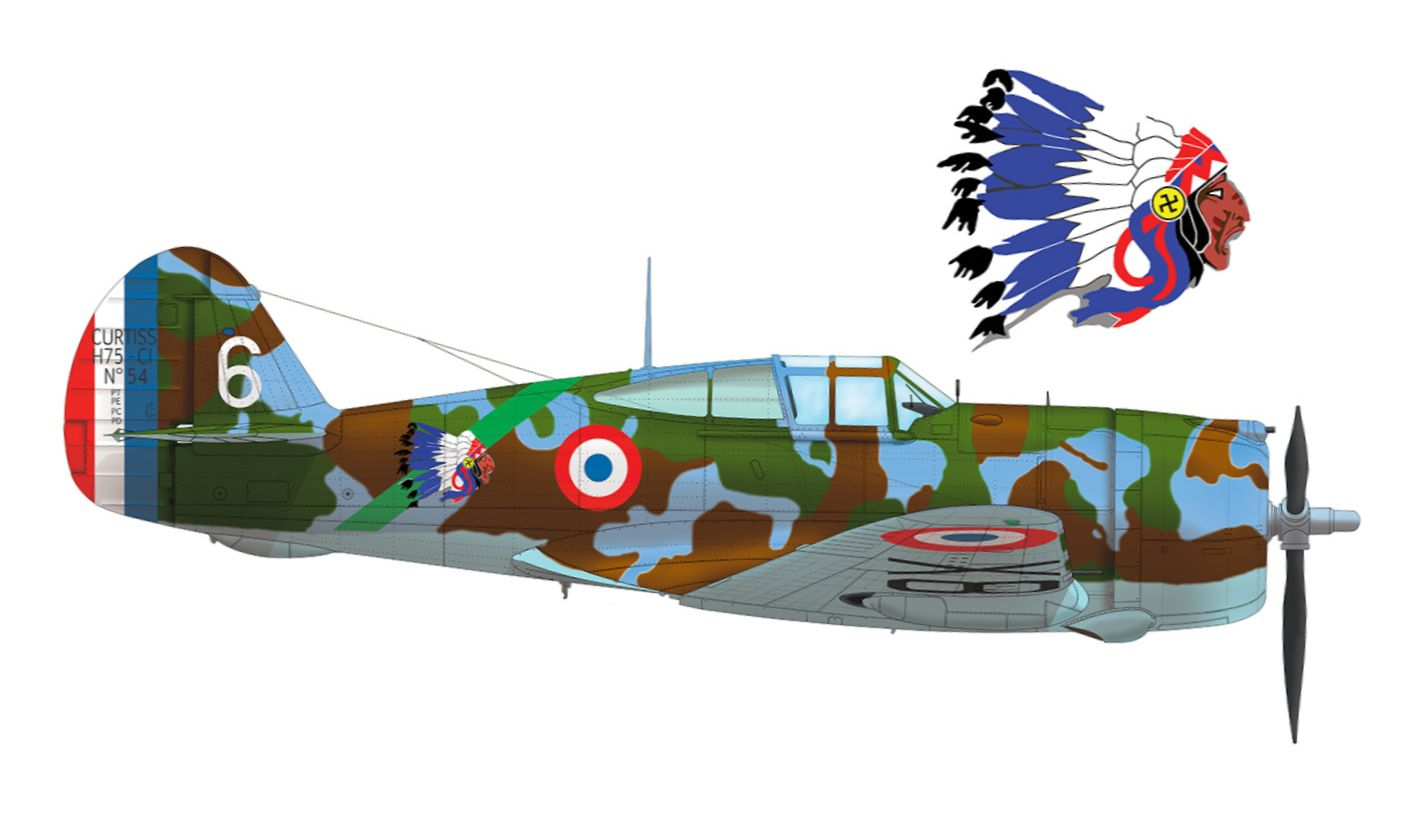
Curtiss H-75A1 od 3. letky GC II/5, po souboji s Bf 109E s ním 6. června 1940 nouzově přistál Sgt./C Josef Janeba

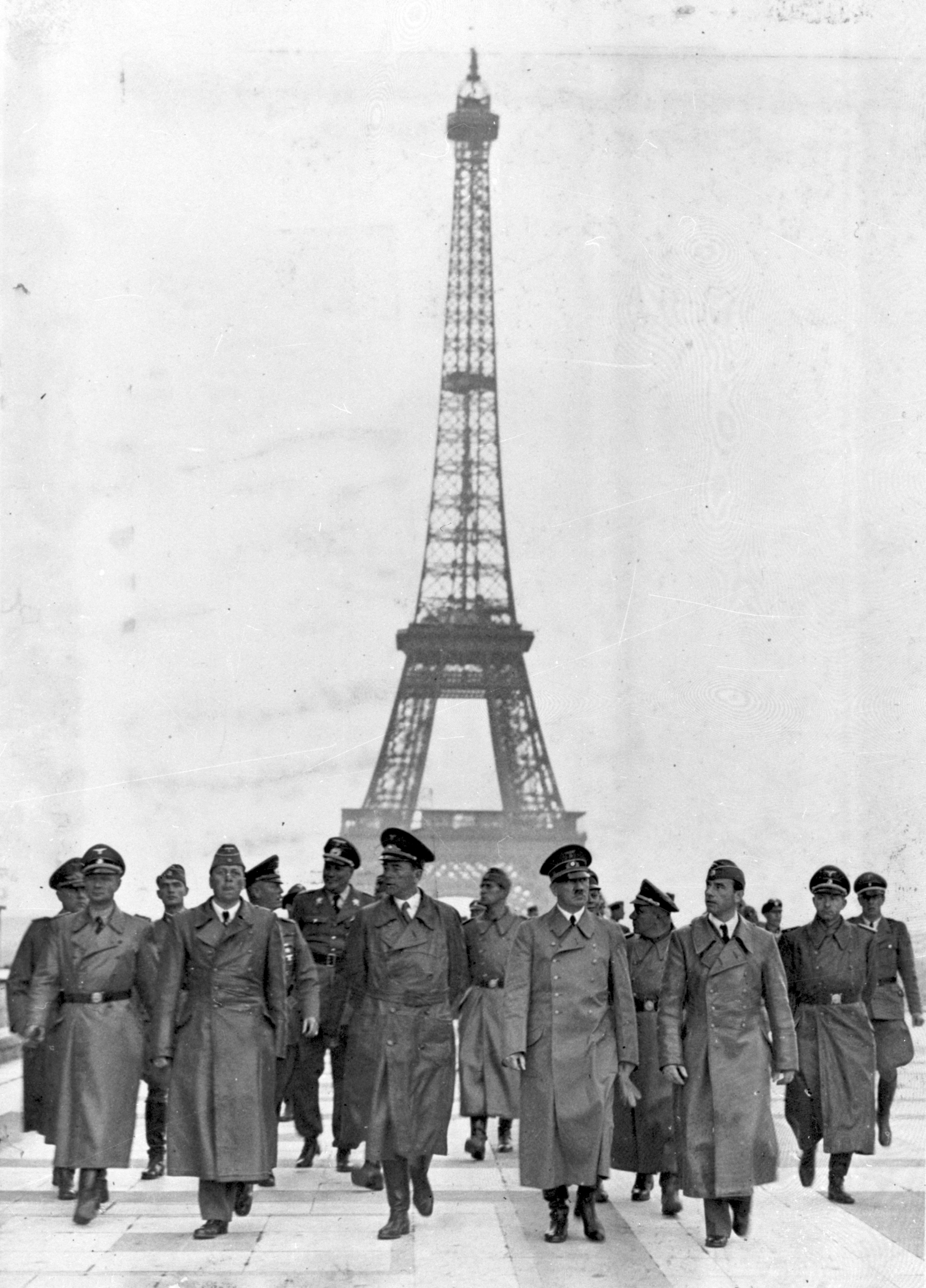
Adolf Hitler a jeho nejbližší důstojnictvo u Eiffelovy věže

V bitvě o Francii se projevily schopnosti čs. letců. Podle francouzského generála Roberta Bresse tvořili asi 12 % z celkového počtu letců. Jeho komentář z 12. dubna 2008: „Byl jsem překvapený že dokázali bojovat s takovým klidem a důstojností. Byli jsme v zemi, kde nikdo nic takového nedokázal, byl to skvělý příklad pro celou Evropu.“[zdroj?]
Z československých letců uveďme alespoň několik jmen: Miroslav Štandera, Stanislav Hlučka, Otto Špaček, Petr Uruba, František Müller, Alois Vašátko, František Peřina.
Československé pozemní jednotky se účastnily bojů s Němci v bojích u Coulommiers, Giers a Les Béreuls. V bojích si vedly dobře, ale ve dnech 22. a 23. června byly odzbrojeny a část vojáků od jednotek odešla.
Čs. vojáci, zejména letci, se později přesunuli do Británie. V bitvě o Francii padlo 400 Čechoslováků.

## Kapitulace

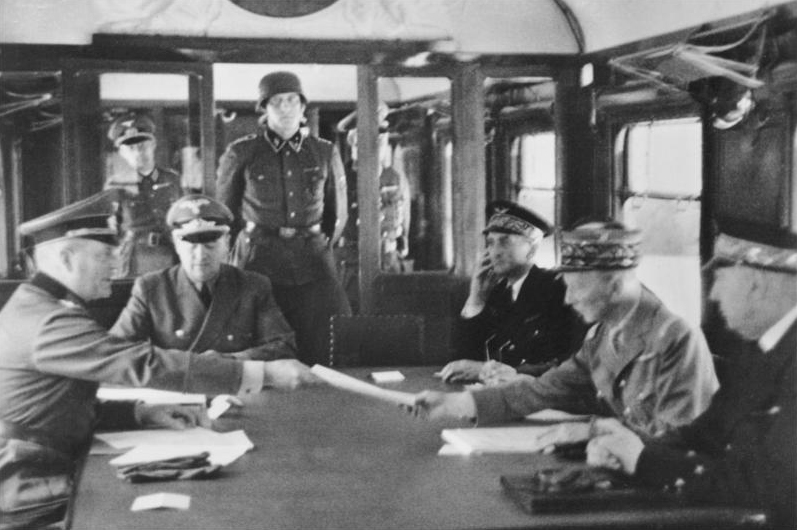
Zástupci Francie a Německa podepisují kapitulační smlouvu

15. června se podařil německým vojskům průlom Maginotovy linie, která byla z velké části dobyta o den později. Německá armáda překročila horní tok Rýna a francouzská vláda v čele s Paulem Reynaudem odstoupila. Nastoupila nová vláda, kterou sestavil maršál Philippe Pétain, jenž okamžitě požádal německé představitele o mír. Zbytky francouzských vojsk na Maginotově linii a v Lotrinsku se zoufale bránily, přesto ale byly obklíčeny tankovým sborem generála Guderiana. Německé svazky se dále dostaly až do Lyonu a odtud do Alp. Francouzské vedení přistoupilo na požadavky a 22. června podepsalo v Compiègne s německými zástupci kapitulaci Francie. K podpisu došlo na stejném místě a ve stejném vlakovém vagónu, ve kterém byla 11. listopadu 1918 podepsána kapitulace Německa po prohrané první světové válce, a dokonce poblíž místa, kde roku 1871 na konci prusko-francouzské války kapitulovala Francie.

## Rozdělení
Francie byla rozdělena na dvě části. Sever země byl okupován Němci a na jihu země působila francouzská vláda, v jejímž čele stál maršál Pétain a která sídlila ve Vichy. Odtud pochází název Vichistická Francie, respektive Vichistický režim. Tato vláda byla formálně svobodná, kolaborovala však s Němci a po nějakém čase se dostala pod absolutní moc Třetí říše. 24. června bylo v Římě podepsáno příměří mezi Itálií a Francií a o den později nastal klid zbraní. 1. července obsadil Wehrmacht Normanské ostrovy v kanálu La Manche. Bylo to jediné britské území, které bylo za druhé světové války dobyto a okupováno Německem.

## Dohra

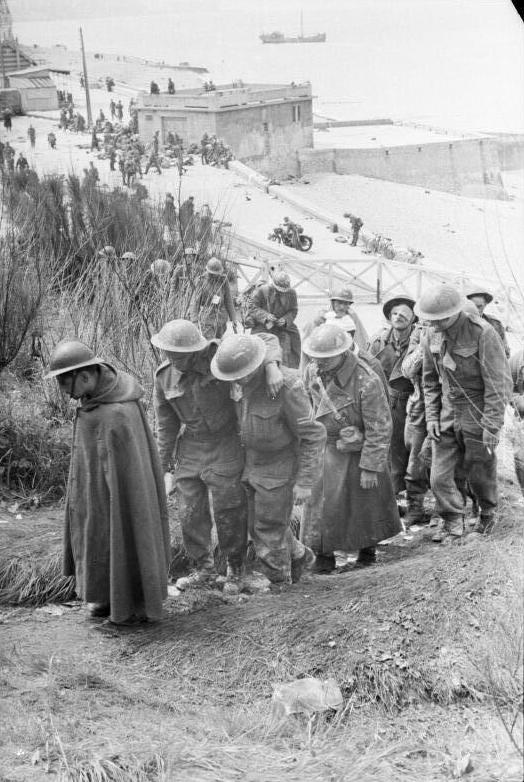
Spojenečtí zajatci u Veules-les-Roses

Po kapitulaci Francie stála britská admiralita před otázkou, co bude dál s téměř neporušenou francouzskou flotou. Z obavy, aby francouzské lodě nepadly do rukou Němcům nebo Italům, byla zahájena operace „Catapult“. 3. července 1940 byly obsazeny všechny francouzské lodě v britských přístavech v Alexandrii a jejich posádky byly internovány. K Mers-el-Kébiru, francouzské středomořské základně kde bylo shromážděno největší množství válečných lodí, připlul britský „svaz H“ a zahájil palbu na zde kotvící francouzskou flotu (útok na Mers-el-Kébir). Francouzská flota byla vážně poškozena a zahynulo 1297 Francouzů. Výstřely, které zde Britové vystřelili na Francouze, byly první od bitvy u Waterloo a operace „Catapult“ na dlouhou dobu poznamenala britsko-francouzské vztahy.